# 延平 (後燕)
延平（えんへい）は、五胡十六国時代、後燕の皇帝を僭称した慕容麟が使用した元号。397年7月 - 10月。
397年、北魏の拓跋珪（道武帝）が後燕の首都である中山を包囲した際、慕容宝は部下を率いて籠城し、永康の元号を398年まで使用していた。
これとは別に、北魏軍が退却すると後燕の貴族であった慕容詳が南燕皇帝を称して自立、建始と改元している。後に慕容詳が殺害されると、慕容麟が自立して延平と改元した。同年北魏が再び中山を攻撃すると、慕容麟は元号を除き、范陽王慕容徳の下に投降し、内紛のあった後燕は再び統一されることとなった。

## 西暦・干支との対照表
| 建平 | 元年  |
| 西暦 | 397年 |
| 干支 | 丁酉  |